# Rijckloff van Goens

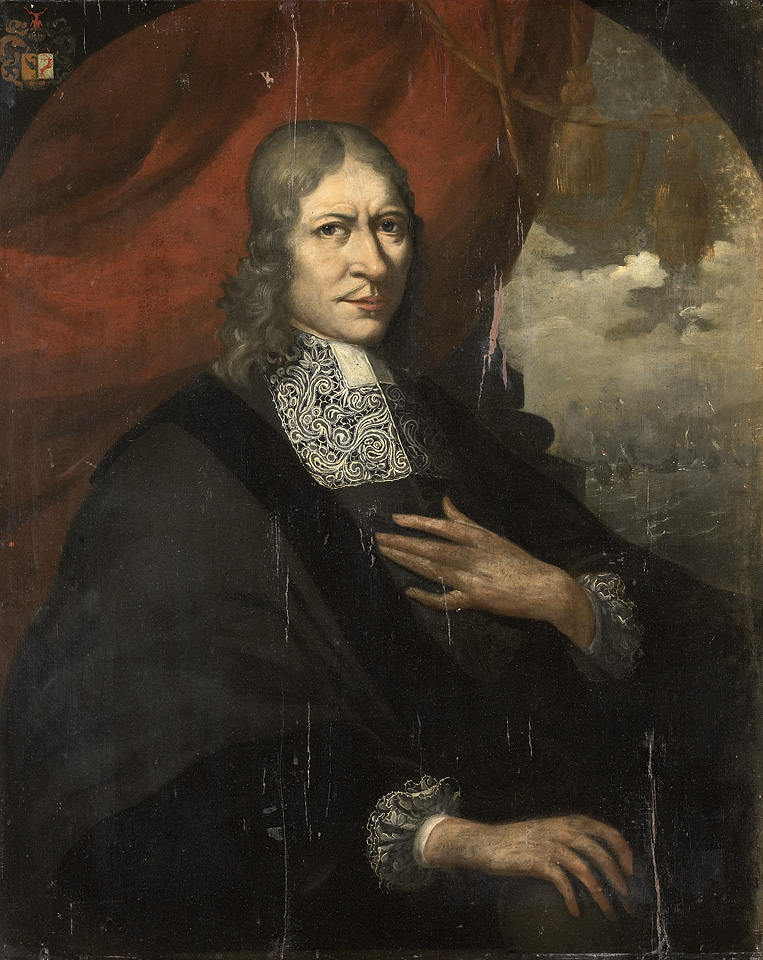
Retrato de Rijklof van Goens.

Rijckloff van Goens (Rees, 24 de junho de 1619 — Amesterdão, 14 de novembro de 1682) foi governador-geral das Índias Orientais Neerlandesas, de 1678 a 1681.
Escreveu extensivamente acerca das suas viagens ao Ceilão e à Índia. As suas notas acerca das visitas aos palácios do Sultão Agung e seus sucessores são fontes essenciais para os estudiosos do período Mataram, em Java.
Em junho de 1658 comandava as forças neerlandesas que conquistaram Jaffna, no Sri Lanka, aos portugueses.